# Крива (Молдова)
Крива (рум. Criva) — село в Бричанском районе Молдавии. Относится к сёлам, не образующим коммуну.

## География
Село расположено на реке Прут, на высоте 132 метров над уровнем моря.

## Население
По данным переписи населения 2004 года, в селе Крива проживает 1583 человека (725 мужчин, 858 женщин).
Этнический состав села:
| Национальность | Число жителей | Процентный состав |
| -------------- | ------------- | ----------------- |
| молдаване      | 1480          | 93.49             |
| украинцы       | 85            | 5.37              |
| русские        | 9             | 0.57              |
| румыны         | 6             | 0.38              |
| прочие         | 3             | 0.19              |
| Всего          | 1583          | 100 %             |

## Достопримечательности
Возле села Крива находится пещера «Емил Раковица» («Золушка»). Пещера открыта в марте 1977 года черновицкими спелеологами под руководством В. П. Коржика; вход находится на территории Кривского гипсового карьера, пещера расположена под землями Молдавии и Украины; пещера в гипсах, лабиринтового типа; атмосфера загазована СО2, в некоторых районах до 2—4 %; есть несколько десятков озёр, колодцы — глубиной 12—15 м (около десятка); уникальные «глиняные» сталактиты, чёрные и красные разных оттенков глины; большие объёмы галерей и залов. Длина пещеры — 90 200 м. Температура воздуха 8—10 °C. Исследовалась Черновицким спелеоклубом «Троглодит», а позже, с 1984 года и кишинёвским спелеоклубом «Абис».

## Известные уроженцы
- Мунтян, Михаил Иванович (род. 1943) — оперный певец, Народный артист СССР (1986).